# Trish Stratus
Patricia Anne Stratigias (ur. 18 grudnia 1975 w Toronto) – kanadyjska wrestlerka i modelka lepiej znana pod pseudonimem Trish Stratus. Przez całą karierę wrestlerki była związana z firmą WWE. Jest rekordową siedmiokrotną posiadaczką mistrzostwa WWE Women’s Championship i była pierwszą modelką, którą WWE wytrenowało na wrestlerkę. Jej popularność sprawiła, że zatrudnianie modelek w roli wrestlerek przez WWE stało się standardową praktyką.

## Wczesne życie
Urodziła się 18 grudnia 1975 w Toronto jako Patricia Anne Stratigias. Od najmłodszych lat była fanką wrestlingu i trenowała grę w piłkę nożną oraz hokej na trawie. Dorastała w Richmond Hill. Studiowała biologię i kinezjologię na Uniwersytecie York z zamiarem starania się o przyjęcie do szkoły medycznej. Jej plany uległy zmianie w czasie strajku nauczycieli. Po rezygnacji z dalszych studiów została modelką i w 1998 rozpoczęła pracę dla magazynu poświęconego kulturystyce i fitnessowi MuscleMag International.

## Kariera wrestlerska

### Trening i pierwsze wątki fabularne (2000)

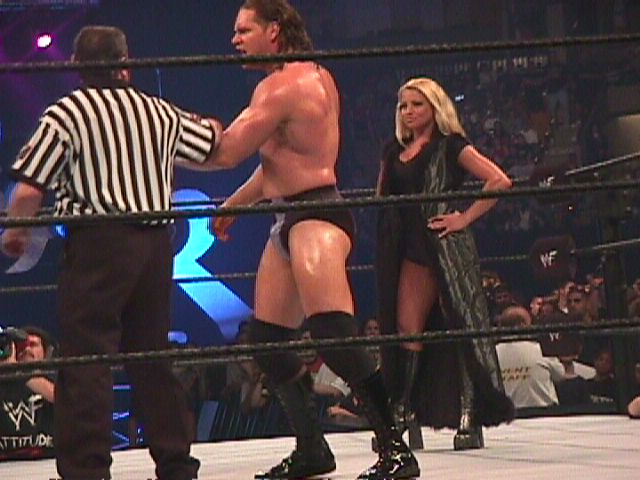
Trish Stratus (z prawej) i Val Venis (z lewej) w 2000

Jej zdjęcia, które pojawiały się na okładkach licznych czasopism, gdy pracowała jako modelka, zwróciły uwagę organizacji wrestlingu World Wrestling Federation, która podpisała kontrakt ze Stratigias w 1999. Jej treningiem zajmował się Ron Hutchison. Stratus była pierwszą modelką, którą WWF postanowiło wytrenować na wrestlerkę. Pozytywny odbiór jej postaci zachęcił firmę do częstszego trenowania modelek na wrestlerki. Jej finisher nazywał się Stratusfaction.
19 marca 2000 Stratigas debiutowała w programie Sunday Night Heat pod pseudonimem Trish Stratus. Szybko zwróciła uwagę na również pochodzącego z Kanady wrestlera Testa, którego zachęciła do utworzenia tag teamu T&A z Albertem. Sama była ich menedżerką. Na gali Backlash drużyna odniosła swoje pierwsze znaczące zwycięstwo, pokonując The Dudley Boyz. W czerwcu Stratus przekonała innego Kanadyjczyka, Vala Venisa, aby dołączył do tag teamu. Wkrótce sama po raz pierwszy wzięła udział w walce jako zawodniczka, pomagając T&A pokonać Litę i The Hardy Boyz. W rywalizacji z Litą Trish Stratus pomagała Stephanie McMahon-Helmsley, która poprosiła swojego męża Triple H-a o lekcje wrestlingu dla Stratus. Gdy jednak McMahon nakryła Stratus i Triple H-a w kompromitującej pozycji, obie wrestlerki pokłóciły się.
W międzyczasie Val Venis zdobył mistrzostwo Intercontinental i bronił go razem z Trish Stratus w walce typu mixed match przeciwko Eddiemu Guerrero oraz Chynie na gali SummerSlam. Stratus została skutecznie przypięta przez Chynę, więc Venis stracił mistrzostwo i winiąc za to Stratus, zakończył z nią współpracę.
Nie mając już sojuszników, Trish Stratus związała się z prezesem WWF, Vince’em McMahonem. Prezes zdradzał z nią swoją żonę Lindę McMahon, która w tym czasie w kayfabe była w stanie śpiączki. McMahon traktował swoją nową partnerkę przedmiotowo. Pewnego razu kazał jej się rozebrać do bielizny w środku ringu, stanąć na czworaki i zaszczekać jak pies, a ona spełniła jego zachciankę. Vince McMahon sabotował partnerkę także w czasie jej walki przeciwko córce prezesa, Stephanie McMahon. W końcu Stratus się zbuntowała, spoliczkowała szefa na gali WrestleMania X-Seven i zerwała z nim.

### Pierwsze panowania mistrzowskie i rywalizacja z Victorią (2001–2003)
Przez krótki czas była menedżerką Big Showa. Wkrótce zdecydowała się skoncentrować na własnej karierze wrestlerskiej. W 2001 na gali Survivor Series wygrała sześcioosobowy pojedynek przeciwko Jazz, Jacqueline, Ivory, Molly Holly oraz Licie, zdobywając zwakowane wówczas mistrzostwo WWF Women's Championship.
W lutym 2002 Jazz pokonała ją w walce o mistrzostwo WWF Women's Championship. Następnie Stratus pokonała Crash Holly w walce o WWE Hardcore Championship. Chwile później została zaatakowana, ciśnięta o stół przez Bubbę Dudleya i przypięta przez Steviego Richardsa, na rzecz którego natychmiast straciła mistrzostwo. Tydzień później pokonała Jazz i odzyskała WWE Women's Championship. Jej główną przeciwniczką w czasie drugiego panowania była Molly Holly, która przejęła mistrzostwo po wygranej walce 23 czerwca. Wkrótce Stratus stała się celem nowej wrestlerki Victorii, która oskarżała rywalkę o zdradę, gdy obie pracowały jako modelki fitness. 22 września Stratus odzyskała mistrzostwo kobiet, pokonując Holly, a na gali Survivor Series przegrała je w walce z Victorią.
W 2003 na gali WrestleMania XIX Stratus pokonała mistrzynię kobiet Victorię oraz drugą pretendentkę do tytułu Jazz i przejęła mistrzostwo WWE Women's Championship. Posiadała je do gali Backlash, kiedy została pokonana przez Jazz. Wkrótce w WWE debiutowała Gail Kim, z którą Stratus utworzyła tag team. Nowicjuszka jednak szybko zwróciła się przeciwko swojej partnerce i stworzyła nową drużynę z Molly Holly. Aby z nimi rywalizować, Stratus utworzyła własny tag team z powracającą po przerwie Litą.

### Rywalizacja z Chrisem Jericho i Christianem (2004)
Wrestlerzy Chris Jericho i Christian w dzieciństwie założyli się o to kto pierwszy prześpi się z diwą WWE. Gdy dorośli i rozpoczęli pracę w tej organizacji wrestlingu, Jericho wybrał sobie na cel Trish Stratus, a Christian Litę. Gdy kobiety dowiedziały się o zakładzie, obraziły się, co doprowadziło do walki tag teamów na gali Armageddon. Mężczyźni pokonali zawodniczki.
Chris Jericho w końcu wyznał Trish Stratus, że darzy ją prawdziwym uczuciem, co doprowadziło do sporu między nim, a Christianem. Obaj zmierzyli się w 2004 na gali Wrestlemania XX. Stratus służyła Jericho jako menedżerka, ale zdradziła go i pomogła wygrać Christianowi. Jericho poprzysiągł zemstę, gdy był bity i poniżany w ringu przez Trish Stratus, Christiana i Tysona Tomko. Stratus wkrótce została menedżerką tego ostatniego.

### Rywalizacja z Litą (2004–2005)

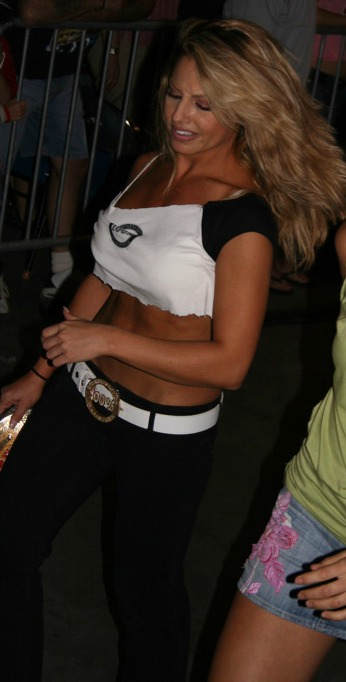
Trish Stratus w 2005

13 czerwca 2004 na gali Badd Blood Trish Stratus wygrała czteroosobową walkę o mistrzostwo kobiet WWE. Pokonała w niej Victorię, Litę i Gail Kim. Jesienią rywalizowała z Litą, która pokonała ją i przejęła mistrzostwo 6 grudnia.
9 stycznia 2005 na gali New Year's Revolution Stratud pokonała Litę i po raz szósty została mistrzynią kobiet WWE. W tym czasie Lita była związana z wrestlerem Kane’em, którego nazywano wielką czerwoną maszyną. Zaatakował on Stratus manewrem Chokeslam w Toronto, w jednym z odcinków Raw, doprowadzając ją w kayfabe do kontuzji szyi. Lita natomiast zaczęła trenować Christy Hemme, aby ta mogła wyzwać Status na pojedynek o mistrzostwo. Próba zdobycia tytułu przez Hemme zakończyła się niepowodzeniem. Aby bronić się przed Kane’em Stratus poprosiła o pomoc Viscerę. Wrestler zgodził się, ale zrezygnował z dalszej pomocy po przegranej walce przeciwko Kane’owi na Backlash. Po walce Stratus miała pretensje do Viscery i zwyzywała go, więc urażony Viscera przydusił ją, a potem zmiażdżył manewrem Splash.

### Rywalizacja z Mickie James (2005–2006)
Po ataku Viscery Stratus była niedyspozycyjna do września 2005. Po powrocie pomagała zwyciężczyni Diva Search, Ashley, w walkach przeciwko Victorii, Torrie Wilson i Candice Michelle. Wkrótce Stratus zyskała uwagę nowej wrestlerki WWE, Mickie James, która nazywała siebie największą fanką Stratus i była nią zainteresowana seksualnie.
W 2006 Stratus ostatecznie odrzuciła zaloty prześladującej ją Mickie James, więc doszło między nimi do rywalizacji. Na gali WrestleMania 22 James pokonała Stratus w walce o mistrzostwo kobiet. Pojedynek rewanżowy miał miejsce na Backlash. James została zdyskwalifikowana, bo dusiła Stratus, ale ze względu na sposób przegranej zachowała pas mistrzowski. Ponadto Stratus zwichnęła ramię w czasie walki i nie brała udziału w walkach jako zawodniczka przez sześć tygodni rehabilitacji medycznej. Zamiast tego tymczasowo była menedżerką Beth Phoenix, która rywalizowała wówczas z James. Sama powróciła do walk 26 czerwca, kiedy stoczyła przegrany pojedynek przeciwko James. Później przez krótki czas rywalizowała razem z Carlito przeciwko Melinie i Johnny'emu Nitro.

### Zakończenie kariery (2006)
21 sierpnia 2006 Stratus pokonała Victorię w walce o pierwszeństwo do starania się o mistrzostwo kobiet. Mistrzynią była wówczas Lita. Wkrótce oświadczono, że Stratus zamierza przejść na emeryturę. 17 września na gali Unforgiven, w swoim rodzinnym mieście Toronto, Stratus pokonała Litę i zdobyła mistrzostwo WWE Women’s Championship po raz siódmy, co było rekordowym osiągnięciem. Stratus otrzymała owację na stojąco i pożegnała się z publicznością, natychmiast wakując mistrzostwo.

### Występy w WWE po zakończeniu kariery
Po zakończeniu stałej kariery wrestlerki, Stratus wielokrotnie pojawiała się gościnnie w programach WWE. Wzięła między innymi w pierwszej głównej walce kobiet na Royal Rumble i w pierwszej w pełni kobiecej gali WWE Evolution.
6 kwietnia 2013 dołączyła do galerii sławy WWE Hall of Fame. W momencie dołączenia byłą najmłodszą osobą wprowadzoną do tej galerii. Została wprowadzona przez Stephanie McMahon.

## Życie prywatne
W 2006 poślubiła Rona Frisco, z którym umawiała się od czasów liceum. Mają dwójkę dzieci. Lita została matką chrzestną pierwszego syna Stratus, Maximusa.
Jest greckiego pochodzenia, a jej babcia była Polką.

## Mistrzostwa i osiągnięcia
- World Wrestling Entertainment

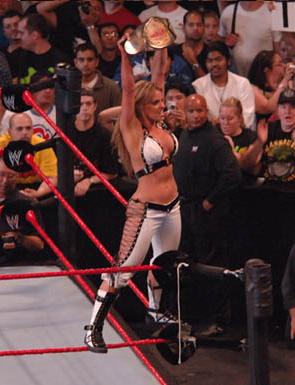
Trish Stratus prezentująca mistrzostwo WWE Women’s Championship

  - WWE Hardcore Championship (1 raz)
  - WWE Women’s Championship (7 razy)
  - WWE Hall of Fame (2013)
- Pro Wrestling Illustrated
  - Zawodniczka Roku (4 razy) – w 2002, 2003, 2005 i 2006[1]